# Штуфенборн
Штуфенборн (нем. Stuvenborn) — община в Германии, в земле Шлезвиг-Гольштейн. 
Входит в состав района Зегеберг. Подчиняется управлению Кисдорф.  Население составляет 888 человек (на 31 декабря 2010 года). Занимает площадь 7,97 км².